# Havana, Florida
Havana là một thị trấn thuộc quận Gadsden, Florida, Hoa Kỳ và ngoại ô Tallahassee. Dân số là 1,754 theo cuộc điều tra dân số năm 2010.Thị trấn được đặt theo tên của La Habana (Havana), Cuba, nằm khoảng 530 dặm (850 km) về phía nam.